# Kevin MacLeod
Kevin MacLeod (/məˈklaʊd/; Green Bay, Wisconsin, 28 de septiembre de 1972) es un músico y compositor estadounidense. MacLeod ha compuesto más de 2000 piezas musicales libres de regalías, que ha dejado disponible bajo licencia de Creative Commons. Las opciones de su licencia permiten a cualquiera usar sus composiciones siempre y cuando se le atribuya la autoría. Esto permitió que fueran utilizadas en películas, videojuegos, videos del internet, etcétera. A julio de 2016 recibió los créditos de más de 2300 composiciones según un listado de IMDb. Su música es mayormente conocida por haber sido utilizada alrededor de los inicios de los 2010 como música de fondo en una gran cantidad de vídeos para la plataforma de YouTube, aunque hoy en día se sigue usando para todo tipo de medios.

## Distribución de su música
MacLeod decidió liberar su música bajo Creative Commons para maximizar el número de personas quiénes puedan escuchar y usar su música. Según él, parte del motivo por el cual permite utilizar su música libremente es su creencia de que el sistema de derechos de autor actual no es válido; se siente incapaz de cambiar el sistema entero por él mismo, pero tiene esperanzas de crear "un cuerpo alternativo de trabajos que pueda competir con ellos".
La licencia más popular de MacLeod es CC-BY: mientras reciba crédito cualquiera es libre de utilizar sus composiciones. Una licencia sin atribuciones está disponible para quienes no desean o puedan proveer de créditos. El costo de licencia en estos casos es de USD 30 por una canción, 50 por dos y 20 cada una por tres o más.
MacLeod también creó [FreePD.com], el cual recoge registros de sonido de dominio público nuevos compuestos por varios artistas. En vez de esperar que los derechos de autor de otras composiciones expiren aspira a proveer una biblioteca de trabajos moderna compuesta por artistas que explícitamente liberen sus trabajos con licencias de dominio público. Parte del trabajo de mismo MacLeod se encuentra disponible en este sitio. Dice que estas canciones no son comercialmente viables en el sentido tradicional y sólo obstaculiza la búsqueda de otras composiciones que el público pueda querer."

## Documental
MacLeod es el tema de un documental llamado Libre de regalías: La música de MacLeod. Fue lanzado en 2018. Su director y productor, Ryan Camarda, había realizado una campaña de financiamiento público en Kickstarter con el objetivo de recaudar USD 30 000. Al final de la campaña 524 partidarios habían provisto un total de USD 30 608. Según la página de Kickstarter, el dinero fue necesario para realizar entrevistas en vivo con las personas presentadas en la película.

## Discografía
| Número | Álbum                                 | Año                      |
| ------ | ------------------------------------- | ------------------------ |
| 1      | Springwell                            | 1 de octubre de 1999     |
| 2      | Polbain to Oranmore                   | 1 de mayo de 2003        |
| 3      | Dorney Rock                           | 31 de diciembre de 2005  |
| 4      | Somewhere Sunny                       | 18 de julio de 2008      |
| 5      | Dark World                            | 1 de junio de 2009       |
| 6      | Find Your Happy: Motivational Mantras | 27 de septiembre de 2011 |
| 7      | Funkorama                             | 21 de diciembre de 2011  |
| 8      | Medium Electronic                     | 1 de junio de 2013       |
| 9      | Impact                                | 19 de noviembre de 2014  |
| 10     | Romance                               | 24 de noviembre de 2014  |
| 11     | Video Classica                        | 24 de noviembre de 2014  |
| 12     | Exhilarate                            | 24 de noviembre de 2014  |
| 13     | Ethereal                              | 24 de noviembre de 2014  |
| 14     | Darkness                              | 24 de noviembre de 2014  |
| 15     | Horror Soundscapes                    | 24 de noviembre de 2014  |
| 16     | Netherworld Shanty                    | 25 de noviembre de 2014  |
| 17     | Virtutes Instrumenti                  | 25 de noviembre de 2014  |
| 18     | Christmas!                            | 18 de diciembre de 2014  |
| 19     | Ghostpocalypse                        | 21 de diciembre de 2014  |
| 20     | Hard Electronic                       | 23 de diciembre de 2014  |
| 21     | Disco Ultralounge                     | 23 de diciembre de 2013  |
| 22     | The Ambient                           | 24 de diciembre de 2014  |
| 23     | Calming                               | 24 de diciembre de 2014  |
| 24     | Supernatural Haunting                 | 24 de diciembre de 2014  |
| 25     | PsychoKiller                          | 24 de diciembre de 2014  |
| 26     | Madness and Paranoia                  | 24 de diciembre de 2014  |
| 27     | Film Noire                            | 24 de diciembre de 2014  |
| 28     | Sadness                               | 25 de diciembre de 2024  |
| 29     | Comedy Scoring                        | 25 de diciembre de 2014  |
| 30     | Polka! Polka! Polka!                  | 25 de diciembre de 2014  |
| 31     | Cephalopod                            | 25 de diciembre de 2014  |
| 32     | The Descent                           | 25 de diciembre de 2014  |
| 33     | Primal Drive                          | 25 de diciembre de 2014  |
| 34     | Wonders                               | 26 de diciembre de 2014  |
| 35     | Dark Continent                        | 26 de diciembre de 2014  |
| 36     | Reunited                              | 27 de diciembre de 2014  |
| 37     | Tenebrous Brothers Carnival           | 27 de diciembre de 2014  |
| 38     | Mystery                               | 27 de diciembre de 2014  |
| 39     | Light Electronic                      | 27 de diciembre de 2014  |
| 40     | Aspiring                              | 27 de diciembre de 2014  |
| 41     | Action Cuts                           | 27 de diciembre de 2014  |
| 42     | Touching Moments                      | 29 de diciembre de 2014  |
| 43     | Rollin' at 5                          | 29 de diciembre de 2014  |
| 44     | Thatched Villagers                    | 29 de diciembre de 2014  |
| 45     | Take the Lead                         | 29 de diciembre de 2014  |
| 46     | Oddities                              | 29 de diciembre de 2014  |
| 47     | Latinesque                            | 29 de diciembre de 2014  |
| 48     | Healing                               | 29 de diciembre de 2014  |
| 49     | Atlantean Twilight                    | 29 de diciembre de 2014  |
| 50     | Music to Delight                      | 29 de diciembre de 2014  |
| 51     | Silent Film: Light Collection         | 30 de diciembre de 2014  |
| 52     | Vadodara                              | 30 de diciembre de 2014  |
| 53     | Happyrock                             | 30 de diciembre de 2014  |
| 54     | Silent Film: Dark Collection          | 31 de diciembre de 2014  |
| 55     | Bitter Suite                          | 31 de diciembre de 2014  |
| 56     | Pixelland                             | 21 de noviembre de 2015  |
| 57     | Ossuary                               | 17 de diciembre de 2015  |
| 58     | Mystic Force                          | 22 de febrero de 2016    |
| 59     | Maccary Bay                           | 13 de abril de 2016      |
| 60     | Vicious                               | 23 de mayo de 2016       |
| 61     | Final Battle                          | 23 de mayo de 2016       |
| 62     | Mesmerize                             | 23 de mayo de 2016       |
| 63     | Carpe Diem                            | 13 de diciembre de 2016  |
| 64     | Groovy                                | 19 de diciembre de 2016  |
| 65     | Traveller                             | 19 de diciembre de 2016  |
| 66     | Shadowlands                           | 29 de mayo de 2017       |
| 67     | Destruction Device                    | 27 de junio de 2017      |
| 68     | Spirit                                | 24 de julio de 2017      |
| 69     | Ferret                                | 14 de agosto de 2017     |
| 70     | Teh Jazzes                            | 12 de noviembre de 2017  |
| 71     | Spring Chicken                        | 10 de mayo de 2018       |
| 72     | Anamalie                              | 27 de mayo de 2019       |
| 73     | Meditation                            | 14 de diciembre de 2019  |
| 74     | Menagerie                             | 23 de diciembre de 2019  |
| 75     | Island Music                          | 5 de septiembre de 2020  |
| 76     | SCP-XXX                               | 7 de octubre de 2020     |
| 77     | Project 80s                           | 11 de noviembre de 2020  |
| 78     | Relaxx                                | 9 de diciembre de 2020   |
| 79     | Over the Moon                         | 4 de marzo de 2023       |
| 80     | Robotik Party                         | 28 de noviembre de 2023  |

## Premios
En 2015, se le otorgó a MacLeod el premio International Honorary Web Video Award en la edición 2015 del German Web Video Awards, por la Academia de video web europea, por el trabajo de toda una vida e influenciar la comunidad de videos de Alemania.